# Termitococcus carratoi
Termitococcus carratoi är en insektsart som beskrevs av Filippo Silvestri 1936. Termitococcus carratoi ingår i släktet Termitococcus och familjen pärlsköldlöss. Inga underarter finns listade i Catalogue of Life.